# BBC News Russian
BBC News Russian (in russo BBC News Ру́сская слу́жба?) – precedentemente BBC Russian Service in russo Ру́сская слу́жба Би-би-си́? – fa parte della produzione in lingua straniera di BBC World Service, una delle quasi 40 lingue che fornisce.

## Storia
Il BBC Russian Service iniziò a trasmettere il 26 marzo 1946.
Tuttavia, durante la seconda guerra mondiale ci furono trasmissioni sporadiche per l'Unione Sovietica solo in russo. La maggior parte di queste trasmissioni avvenne dopo il 1942.
Si trattava principalmente di brevi notiziari o annunci relativi alla politica del Foreign Office del Regno Unito in russo dal 1943 in poi, ma spesso a settimane o mesi di distanza.
Nell'era della Guerra Fredda le trasmissioni venivano gravemente disturbate. Nonostante ciò cercò di fornire agli ascoltatori dell'Unione Sovietica le informazioni di cui erano privati, tra cui opere di scrittori e dissidenti che non potevano pubblicare il loro lavoro in patria, come Aleksandr Solženicyn. Alla fine degli anni '80 le interferenze si fermarono, quando prese piede la perestrojka.

## Trasmissioni
Il BBC Russian Service ha spostato tutte le sue operazioni su Internet, interrompendo le trasmissioni radio dopo 65 anni in onda.
Prima della decisione finale di concentrarsi sulla produzione online, la radio del servizio russo era disponibile solo su AM.
Il BBC Russian Service ha collaborato con la Bol'shoe Radio (Большое радио), una emittente FM di Mosca tra aprile e agosto 2007. Le trasmissioni giornaliere si alternavano tra il servizio russo e Radio Mosca. Il 17 agosto 2007 Bol'shoe Radio ha notificato al BBC World Service che avrebbe programmato di interrompere la trasmissione della programmazione della BBC in russo a partire da quel pomeriggio. Il contenuto della BBC non fu trasmesso come al solito alle 17:00 (ora di Mosca); alla stazione fu ordinato dal suo proprietario, il gruppo finanziario Finam Holdings, di ritirare gli spettacoli o rischiare di essere rimosso completamente. La BBC pianificò di presentare ricorso contro la decisione. Nel suo rapporto annuale del Foreign and Commonwealth Office 2007, la commissione per gli affari esteri della House of Commons concluse che "lo sviluppo di una collaborazione con la divisione internazionale di una rete di trasmissione statale russa mette a repentaglio la reputazione del BBC World Service per l'indipendenza editoriale".
Masha Karp, Martin Dewhirst, Victor Suvorov, Vladimir Bukovsky, Oleg Gordievsky hanno criticato il BBC Russian service per aver dato meno copertura ai punti di vista al di fuori di quelli approvati dal governo russo.
Le critiche hanno ignorato il fatto che l'ultima intervista di Aleksandr Litvinenko dal suo letto d'ospedale era con la BBC Russa e presentava una gamma completa di opinioni sulla sua morte.
Un articolo su The Economist suggeriva che il desiderio della BBC di continuare a utilizzare i trasmettitori locali in Russia avrebbe potuto essere in conflitto con la sua neutralità. Il BBC World Service lo negò e affermò che i problemi che aveva dovuto affrontare per ottenere la trasmissione su FM in Russia erano emersi dal crescente impatto che i suoi programmi di alta qualità stavano avendo sul pubblico piuttosto che indebolire la qualità della sua produzione. Dissero che erano le imbarazzanti domande giornalistiche che la BBC aveva posto che ispiravano le autorità a esercitare pressioni persistenti sui suoi partner FM affinché abbandonassero i suoi programmi fino a quando la minaccia di perdere del tutto le loro licenze diventasse troppo forte. Nel novembre 2008, il BBC World Service annunciò un ampio ripensamento della strategia, vedendo la fine della maggior parte dei bollettini di notizie stand-alone del servizio russo e due blocchi di programmazione di attualità ampliati. La strategia prevedeva la chiusura di programmi più lunghi e più leggeri e l'aggregazione di alcuni dei loro elementi, quali approfondimenti sulla cultura britannica, in un nuovo programma del fine settimana.
La notizia suscitò forti critiche da parte di esperti britannici della Russia che sostennero che il BBC World Service aveva indebolito la sua linea editoriale sotto la pressione del Cremlino e che aveva perso legami cruciali con la cultura e il pensiero politico britannici.
Il BBC World Service rispose che i cambiamenti erano necessari per consolidare la produzione radio nelle ore di punta del pubblico, unita alla mancanza di frequenze FM in tutto il suo pubblico di riferimento e alle restrizioni imposte dal governo russo.
Il BBC World Service affermò che lungi dall'abbandonare la programmazione analitica e culturale, come affermato, il BBC Russian service stava rafforzando l'offerta di giornalismo su politica e cultura, dandogli spazio all'interno di programmi di alto profilo sette giorni alla settimana, quando la maggior parte degli ascoltatori era disponibile. Sostenevano inoltre che il loro budget limitato sarebbe stato speso meglio per creare un sito Web migliore, che è un'area di crescita nel consumo di notizie e che le autorità russe non avevano ancora tentato di censurare o bloccare.
Il 21 aprile 2009 il servizio russo della BBC ha rilanciato il suo sito Web in un nuovo modello più ampio che corrispondeva ad altri servizi linguistici come portoghese, spagnolo, persiano, urdu e vietnamita.
Il 26 marzo 2011 il servizio ha smesso di trasmettere su onde medie e ad onde corte e ora pubblica e trasmette solo su Internet.
Nel marzo 2012 il servizio ha iniziato le sue prime trasmissioni TV con trasmissioni regolari su TV Dozhd – il servizio è stato il primo a trasmettere la TV in diretta dal nuovo edificio della BBC nel centro di Londra (Broadcasting House). Il bollettino è disponibile anche tramite bbcrussian.com.